# Economic Development and Cultural Change
Economic Development and Cultural Change (EDCC)  es una revista que  publica estudios que utiliza enfoques teóricos y empíricos modernos para examinar tanto los determinantes como los efectos de diversas dimensiones del desarrollo económico y el cambio cultural . Cubre todos los aspectos de la economía de los países en desarrollo , incluida la reforma educativa , la inmigración , la servidumbre por deudas , la etnia , la redistribución de la tierra y el desarrollo económico y el cambio cultural .En  EDCC la atención se centra en artículos empíricos con fundamentos analíticos, concentrándose en evidencia a nivel micro , que utilizan datos apropiados para probar modelos teóricos y explorar impactos de políticas relacionados con el desarrollo económico .
El principal fundador de la revista fue Bert F. Hoselitz, quien se desempeñó como editor desde 1952 hasta 1985. La revista se estableció en el Centro de Investigación sobre Desarrollo Económico y Cambio Cultural de la Universidad de Chicago .